# Seven Spires
I Seven Spires sono un gruppo musicale symphonic metal statunitense fondato nel 2013 a Boston, nel Massachusetts, dal chitarrista Jack Kosto e dalla cantante Adrienne Cowan.
Nel loro metal sinfonico sono presenti forti elementi power metal e black metal, oltre che death metal, thrash metal e progressive metal, e per questo sono stati talvolta paragonati a band quali Epica, Kamelot, Dimmu Borgir, Fleshgod Apocalypse, Wintersun e Rhapsody of Fire. La loro personalità artistica e le loro abilità tecniche e compositive hanno permesso ai Seven Spires di ottenere un buon riscontro fra la critica specializzata.

## Storia
Dopo l'entrata in formazione del bassista Peter de Reyna e del batterista Chris Dovas, i Seven Spires hanno debuttato nel 2014 con l'EP The Cabaret of Dreams; sono seguiti quattro album, il primo dei quali, Solveig, in via indipendente e gli altri sotto l'etichetta Frontiers Records. Nel 2024 Dovas è stato sostituito da Dylan Gowan.
I Seven Spires sono andati in tour con i DragonForce nel 2022, con i Twilight Force, gli Omnium Gatherum, gli Eluveitie e i Silver Bullet nel 2023. Fra ottobre e novembre 2025 si esibiranno in Europea in apertura ai concerti dei Sonata Arctica e degli Ad Infinitum.

## Formazione

### Formazione attuale
- Adrienne Cowan – voce, tastiera (2013–presente)
- Jack Kosto – chitarre (2013–presente)
- Peter de Reyna – basso (2013–presente)
- Dylan Gowan – batteria (2024–presente)

### Ex componenti
- Chris Dovas – batteria (2013–2023)

## Discografia

### Album in studio
- 2017 – Solveig
- 2020 – Emerald Seas
- 2021 – Gods of Debauchery
- 2024 – A Fortress Colled Home